# Silvio Mattioli

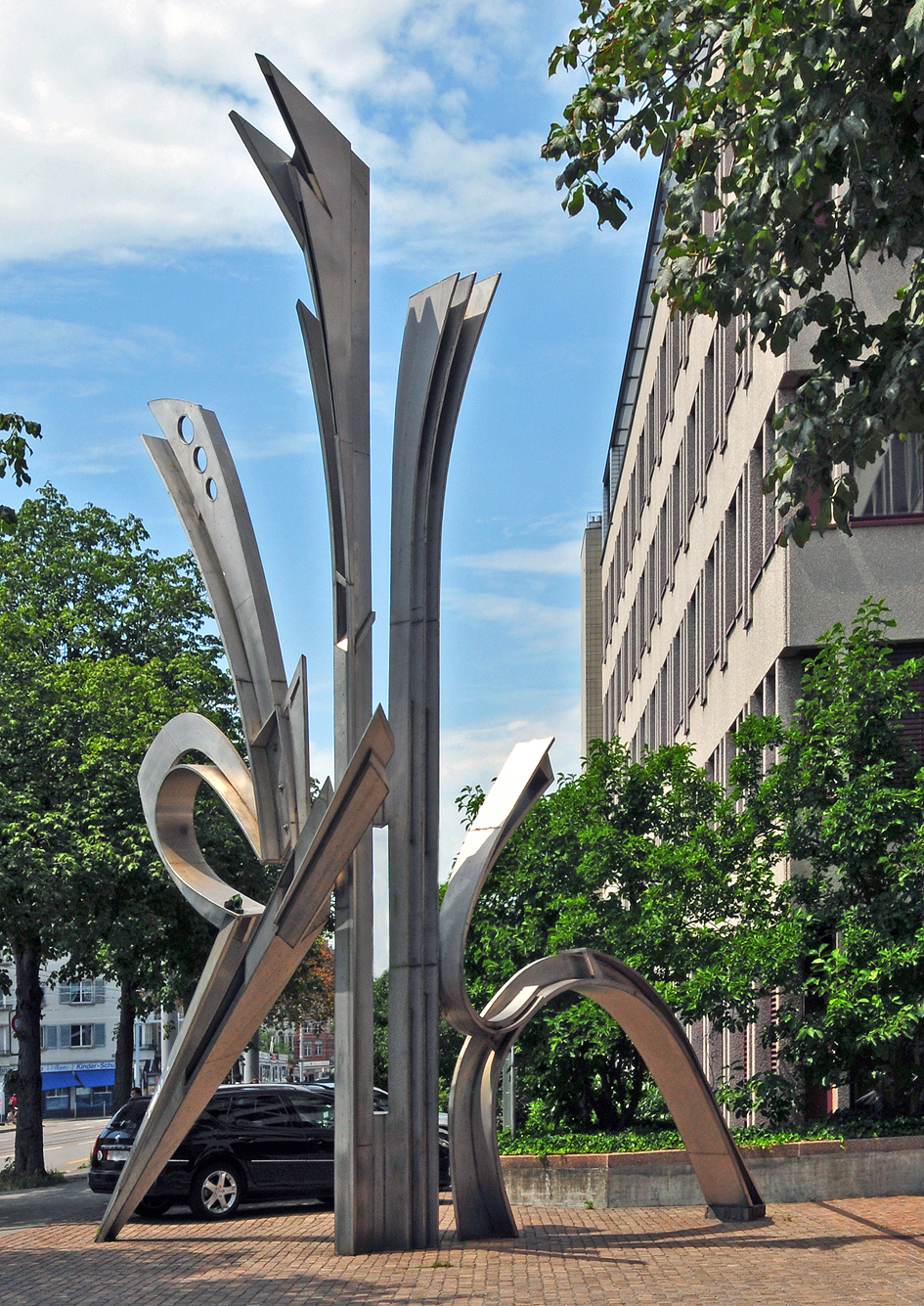
Verso La Luce (1983/84)

Silvio Mattioli (Winterthur, 2 februari 1929 – Zürich, 3 april 2011) was een Zwitserse schilder en beeldhouwer.

## Leven en werk
Mattioli ontving van 1945 tot 1946 een opleiding als steenbeeldhouwer en bezocht de Kunstgewerbeschule Zürich. Na een kort bezoek aan Parijs in 1948, verbleef hij gedurende 1949 langdurig in Parijs, Bretagne en Normandië. Van 1951 tot 1952 assisteerde hij de beeldhouwer Hans Aeschbacher in diens atelier in Six-Fours-les-Plages in het Franse departement Var en in 1953 startte hij zijn eigen atelier in Zürich. Hij maakte hout- en steensculpturen en nam deel aan de 1. Schweizer Plastik Ausstellung in Biel/Bienne. Regelmatig assisteerde hij de beeldhouwers Otto Müller, Eugen Häfelfinger en Alfred Huber in hun atelier. Vanaf 1955 creëerde hij zijn beelden ook van metaal.
In 1961 behoorde hij tot de deelnemers aan het internationale beeldhouwersymposium Forma Nova in Kostanjevica na Krki in Slovenië, dat werd georganiseerd door Jakob Savinšek en Janez Lenassi. Hij nam in Biel/Bienne (1962) met 3 werken deel: Ikarus (1960), Chimärische Gestalt I (1961) en Stele (1962). In 1963 werd hij gevraagd voor de Exposition Suisse de Sculpture in het Musée Rodin in Parijs en in 1967 voor de tentoonstelling Schweizer Plastik in het Palais Schwarzenberg in Wenen.
In 1968 verhuisde hij naar Schleinikon, waar hij tot zijn dood in 2011 woonde en werkte. Vanaf 1975 legde de kunstenaar zich toe op grote monumentale werken voor de openbare ruimte.

## Werken in de openbare ruimte (selectie)
- Winterthur-Leben[1] (1967/70), Winterthur-Versicherung, Winterthur
- Komposition in Kor-ten (1972/73), Interkantonales Technikum, Rapperswil
- Stahlplastik (1973/74), Nachbehandlungszentrum SUVA, Bellikon
- Großer Aufschwung (1979), Bahnhofstraße, Zürich
- Astro-Lux (1980/81), Walter Meier AG, Schwerzenbach
- Verso La Luce (1983/84) KPMG, Badener Str. 172, Zürich
- Stahlplastik (1985/86), Luchthaven Zürich bij Zürich
- Der rote Kerl[2] (1986), Duttweilerstrasse in Zürich
- Stahlplastik (1989/90), Grensovergang naar Duitsland in Ramsen
- Trias (1991) Fondation Gianadda in Martigny
- Stahlplastik (1990/91), Dispersa AG, Hettlingen
- Stoll-Plastik (1991), Martin Stoll, Waldshut-Tiengen (Duitsland)
- Recke (1993/94), Gericke, Regensdorf
- Triangle (2006), Fondation Giannada in Martigny